# Antonio Ricci (bispo de Lecce)
Antonio Ricci (falecido em 24 de dezembro de 1483) foi um prelado católico romano que serviu como bispo de Lecce de 1453 a 1483.

## Biografia
No dia 20 de julho de 1453, Antonio Ricci foi nomeado pelo Papa Nicolau V como Bispo de Lecce. Ricci serviu como Bispo de Lecce até à morte a 24 de dezembro de 1483.